# Karawanken und Bachergebirge
Karawanken und Bachergebirge ist der Name einer Gebirgsgruppe im Grenzgebiet zwischen Österreich und Slowenien.
Die Gebirgsgruppe besteht, wie der Name sagt, aus den Karawanken (Karavanke) in Kärnten und Oberkrain (Gorenjska) mitsamt den nördlich vorgelagerten Karawankenvorbergen und dem Gebiet des Jauntals, sowie dem Bachergebirge (Pohorje), der Strojna nördlich zwischen Karawanken und Bachergebirge, und einigen kleineren randalpinen Gruppen in der slowenischen Untersteiermark (Štajerska).
Sie ist nur für die Alpenvereinseinteilung der Ostalpen (AVE) und die darauf aufbauenden Hüttenkataloge von Belang, denn die Karawanken gehören zu den Südlichen Kalkalpen, Bachergebirge und Strojna aber geologisch zu den Zentralalpen und werden heute nur aus regionalgeographischer Sicht (südlich der Drau gelegen) zu den Südalpen gerechnet.
Die Gruppe (AVE Nr. 59) umgrenzt sich wie folgt:
- im äußersten Nordwesten Gail von der Einmündung der Gailitz nördlich Arnoldstein bis zur Mündung in die Drau bei Villach zu den Gailtaler Alpen (56)
- im Nordwesten Drau bis Einmündung der Gurk bei Stein im Jauntal zu den Gurktaler Alpen (46a)
- im Nordosten Drau/Drava weiter bis Marburg/Maribor zu den Lavanttaler Alpen (46b)
- im Südosten eine Linie über Slovenska Bistrica (Dravsko polje/Draufeld), Zgornje Poljcane, Celje/Cilli nach Velenje (Velenjska kotlina/Wöllaner Becken) – Paka (Dolina Paka/Packtal) bis zur Mündung in die Savinja als allgemeine Südostgrenze der Alpen (siehe Anmerkung unten)
- im Süden (als Einbuchtung) Savinja/Sann aufwärts bis Einmündung Jezera – Ručnik[1] – Paulitschsattel/Pavličevo sedlo (1338 m) – Vellach/Bela aufwärts – Steinerbach – Seebergsattel/Jezerski vrh (1215 m) – Jezernica (Serniza-Tal) – Kokra bis zur Mündung in die Save bei Kranj  zu den Steiner Alpen (60)
- im Südosten Sava/Save aufwärts – Rateče/Valico di Fusine (Ratschacher Sattel, 850 m) – Rio Bianco/Weißenbach – Tarviso/Tarvis zu den Julischen Alpen (58)
- im Westen Slizza/Gailitz abwärts bis Mündung in die Gail zum Karnischen Hauptkamm (57a)

Die Südostgrenze über Poljcane und damit den Sattel bei Dolga Gora geht schon auf die Einteilung nach Moriggl (1924/28) zurück, und sieht die Konjiška Gora (Gonobitzer Gora) als Teil der Alpen. Die Linie Celje – Vojnik – Velenje schließt die Ložniško gričevje (Loschnitzer Hügel) aus. Die Grenze an der Paka bis zur Mündung bei Rečica ob Paki und der Savinja bis zur Ručnik-Mündung (oberhalb Solčava) bezieht das Golte-Hochland und das Raduha-Massiv mit ein. Ersteres wird oft ganz eigenständig als voralpine Gruppe gesehen, zweiteres aber zu den Kamniško-Savinjske Alpe (Steiner und Sanntaler Alpen) gerechnet, die insofern also nicht dem AVE-Begriff der Steiner Alpen entsprechen. Moriggl hatte das Pohorje (Bachern) noch gar nicht berücksichtigt, und hier nur die Karawanken als Gruppe (Nr. 59) geführt. Es wird auch heute ortsüblich zum Predalpsko hribovje (Voralpines Hügelland) gerechnet, womit sich die Slowenischen Voralpen (Slovenske Predalpe), viel weiter als in der AVE, bis an die mittlere Save und die Posavina erstrecken. Alpinistisch spielen diese Berge – bis auf den Bachern-Zug – keine Rolle mehr.